# Tricyphona nigritarsis
Tricyphona nigritarsis är en tvåvingeart som först beskrevs av Frederick Askew Skuse 1890.  Tricyphona nigritarsis ingår i släktet Tricyphona och familjen hårögonharkrankar. Inga underarter finns listade i Catalogue of Life.